# Metabolički poremećaj
Metabolički poremećaj je poremećaj koji negativno utiče na procesiranje i distribuciju makronutrijenata, kao što su proteini, masti i ugljeni hidrati. Poremećaji metabolizma se mogu desiti kada abnormalne hemijske reakcije u telu promene normalan metabolički proces. Takođe se može definisati kao nasledna anomalija jednog gena, od kojih je većina autosomno recesivna.

## Znaci i simptomi
Neki od simptoma koji se mogu javiti kod metaboličkih poremećaja su letargija, gubitak težine, žutica i epileptički napadi. Izraženi simptomi će varirati u zavisnosti od vrste metaboličkog poremećaja. Postoje četiri kategorije simptoma: akutni simptomi, akutni simptomi sa kasnim početkom, progresivni opšti simptomi i trajni simptomi.

## Literatura
- Hoffmann, Georg F.; Zschocke, Johannes; Nyhan, William L. (21. 11. 2009). Inherited Metabolic Diseases: A Clinical Approach. Springer. ISBN 9783540747239.
- Gonzalez-Campoy JM, St Jeor ST, Castorino K, Ebrahim A, Hurley D, Jovanovic L, Mechanick JI, Petak SM, Yu YH, Harris KA, Kris-Etherton P, Kushner R, Molini-Blandford M, Nguyen QT, Plodkowski R, Sarwer DB, Thomas KT, American Association of Clinical Endocrinologists, American College of Endocrinology and the Obesity Society (2013). „Clinical practice guidelines for healthy eating for the prevention and treatment of metabolic and endocrine diseases in adults: cosponsored by the American Association of Clinical Endocrinologists/the American College of Endocrinology and the Obesity Society”. Endocr Pract. 19 (Suppl 3): 1—82. PMID 24129260. doi:10.4158/EP13155.GL . Архивирано из оригинала 4. 3. 2016. г. Приступљено 27. 7. 2015.

## Spoljašnje veze
- „Metabolic disorders”. KidsHealth.org. Приступљено 27. 7. 2015.

|  | Molimo Vas, obratite pažnju na važno upozorenje u vezi sa temama iz oblasti medicine (zdravlja). |